# Sincey-lès-Rouvray
Sincey-lès-Rouvray ist eine französische Gemeinde mit 103 Einwohnern (Stand: 1. Januar 2022) im Département Côte-d’Or in der Region Bourgogne-Franche-Comté. Sie gehört zum Arrondissement Montbard und ist Mitglied im Gemeindeverband Communauté de communes de Saulieu-Morvan.

## Geografie

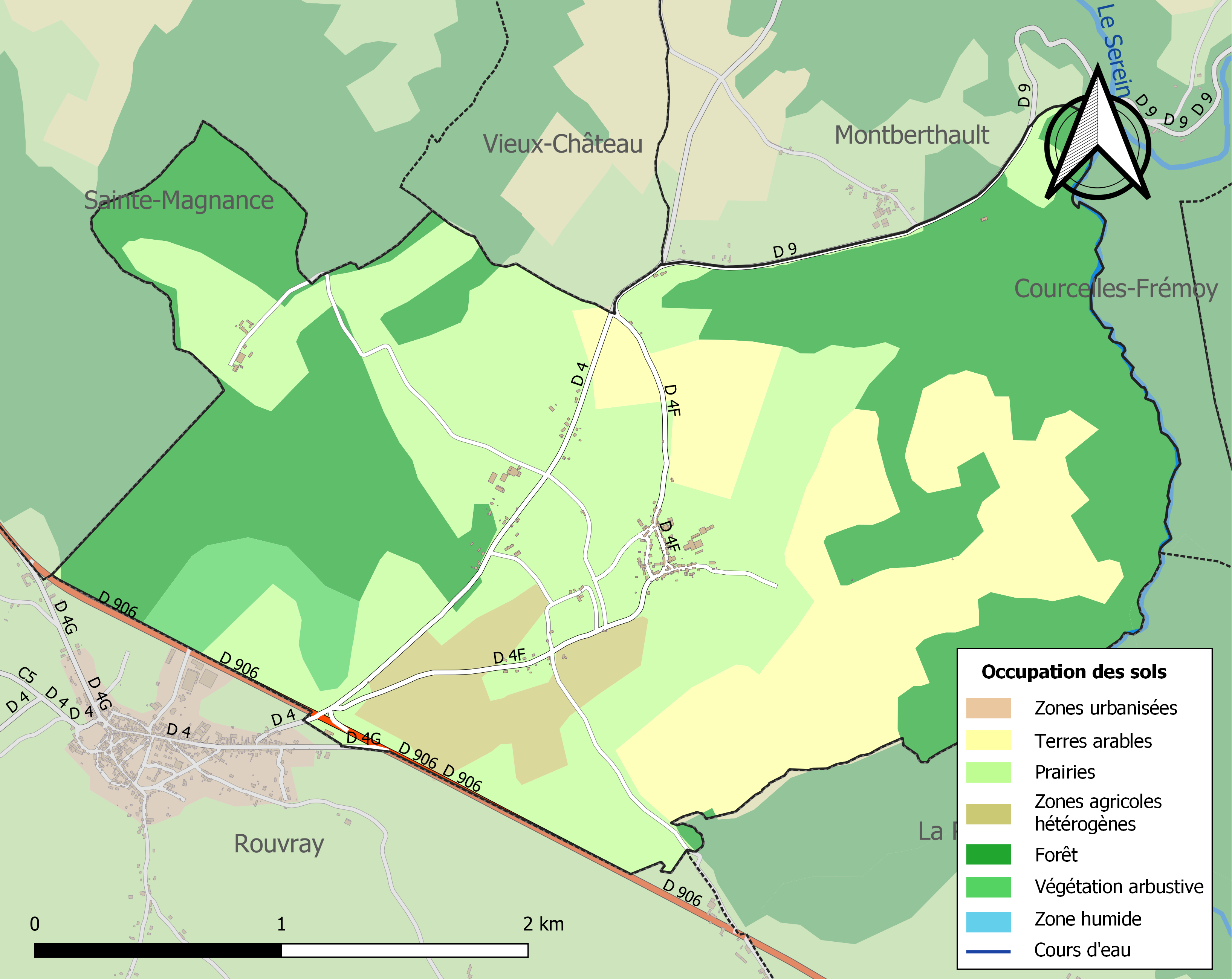
Bodennutzung, Hydrografie und Infrastruktur der Gemeinde (2018)

Sincey-lès-Rouvray liegt im Granitmassiv Morvan, etwa 18 Kilometer nordnordwestlich von Saulieu und etwa 70 Kilometer westnordwestlich von Dijon. Die Gemeinde befindet sich im Regionalen Naturpark Morvan im Einzugsgebiet der Seine. Ihr Gebiet wird vom Argentalet, einem Nebenfluss des Serein, entwässert, der sie im Osten begrenzt.
Das Gebiet von Sincey-lès-Rouvray ist Teil der ZNIEFF-Naturzone Vallée duU Serein de Bierre-lès-Semur à Toutry (260014879). Etwa 60 % der Fläche der Gemeinde werden landwirtschaftlich genutzt (Grünland oder Kulturboden), 38 % sind bewaldet, insbesondere im Westen und im Osten.
Sincey-lès-Rouvray grenzt im Nordwesten an Sainte-Magnance, im Norden an Vieux-Château, im Nordosten an Montberthault, im Südosten an La Roche-en-Brenil und im Südwesten an Rouvray.

## Bevölkerungsentwicklung
| Sincey-lès-Rouvray: Einwohnerzahlen von 1793 bis 2020                                                                      | Sincey-lès-Rouvray: Einwohnerzahlen von 1793 bis 2020 | Sincey-lès-Rouvray: Einwohnerzahlen von 1793 bis 2020 | Sincey-lès-Rouvray: Einwohnerzahlen von 1793 bis 2020 | Sincey-lès-Rouvray: Einwohnerzahlen von 1793 bis 2020 |
| --- | ----------------------------------------------------- | ----------------------------------------------------- | ----------------------------------------------------- | ----------------------------------------------------- |
| Jahr |                                                       |                                                       |                                                       | Einwohner                                             |
| 1793 | 1793                                                  |                                                       | 219                                                   | 219                                                   |
| 1800 | 1800                                                  |                                                       | 237                                                   | 237                                                   |
| 1806 | 1806                                                  |                                                       | 234                                                   | 234                                                   |
| 1821 | 1821                                                  |                                                       | 215                                                   | 215                                                   |
| 1836 | 1836                                                  |                                                       | 220                                                   | 220                                                   |
| 1841 | 1841                                                  |                                                       | 231                                                   | 231                                                   |
| 1846 | 1846                                                  |                                                       | 238                                                   | 238                                                   |
| 1851 | 1851                                                  |                                                       | 230                                                   | 230                                                   |
| 1856 | 1856                                                  |                                                       | 215                                                   | 215                                                   |
| 1861 | 1861                                                  |                                                       | 243                                                   | 243                                                   |
| 1866 | 1866                                                  |                                                       | 234                                                   | 234                                                   |
| 1872 | 1872                                                  |                                                       | 308                                                   | 308                                                   |
| 1876 | 1876                                                  |                                                       | 356                                                   | 356                                                   |
| 1881 | 1881                                                  |                                                       | 358                                                   | 358                                                   |
| 1886 | 1886                                                  |                                                       | 305                                                   | 305                                                   |
| 1891 | 1891                                                  |                                                       | 302                                                   | 302                                                   |
| 1896 | 1896                                                  |                                                       | 264                                                   | 264                                                   |
| 1901 | 1901                                                  |                                                       | 265                                                   | 265                                                   |
| 1906 | 1906                                                  |                                                       | 233                                                   | 233                                                   |
| 1911 | 1911                                                  |                                                       | 196                                                   | 196                                                   |
| 1921 | 1921                                                  |                                                       | 177                                                   | 177                                                   |
| 1926 | 1926                                                  |                                                       | 162                                                   | 162                                                   |
| 1931 | 1931                                                  |                                                       | 155                                                   | 155                                                   |
| 1936 | 1936                                                  |                                                       | 159                                                   | 159                                                   |
| 1946 | 1946                                                  |                                                       | 150                                                   | 150                                                   |
| 1954 | 1954                                                  |                                                       | 133                                                   | 133                                                   |
| 1962 | 1962                                                  |                                                       | 112                                                   | 112                                                   |
| 1968 | 1968                                                  |                                                       | 121                                                   | 121                                                   |
| 1975 | 1975                                                  |                                                       | 137                                                   | 137                                                   |
| 1982 | 1982                                                  |                                                       | 113                                                   | 113                                                   |
| 1990 | 1990                                                  |                                                       | 94                                                    | 94                                                    |
| 1999 | 1999                                                  |                                                       | 125                                                   | 125                                                   |
| 2006 | 2006                                                  |                                                       | 120                                                   | 120                                                   |
| 2013 | 2013                                                  |                                                       | 110                                                   | 110                                                   |
| 2020 | 2020                                                  |                                                       | 99                                                    | 99                                                    |
| Quelle(n): EHESS/Cassini bis 1999, INSEE ab 2006 Anmerkung(en): Ab 1962 offizielle Zahlen ohne Einwohner mit Zweitwohnsitz |                                                       |                                                       |                                                       |                                                       |

## Sehenswürdigkeiten
- Ehemaliger Bahnhof, errichtet 1881, seit 1984 als Monument historique eingeschrieben
- Pfarrkirche Saint-Jean de Réôme, im 19. Jahrhundert neu gebaut
- Festes Haus La Mothe d’Hubine aus dem 15. und 16. Jahrhundert
- Reste von Anthrazitminen

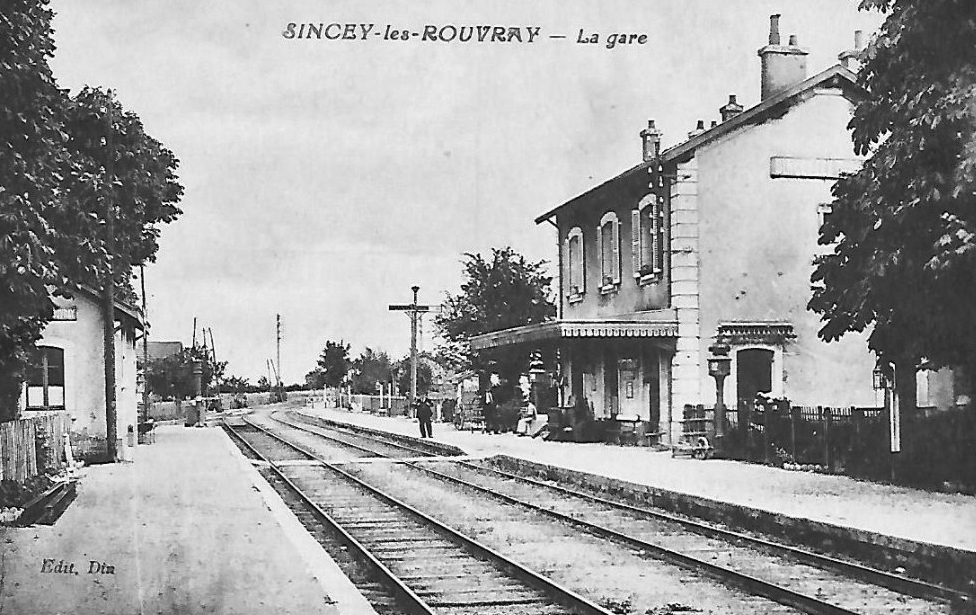
Ehemaliger Bahnhof
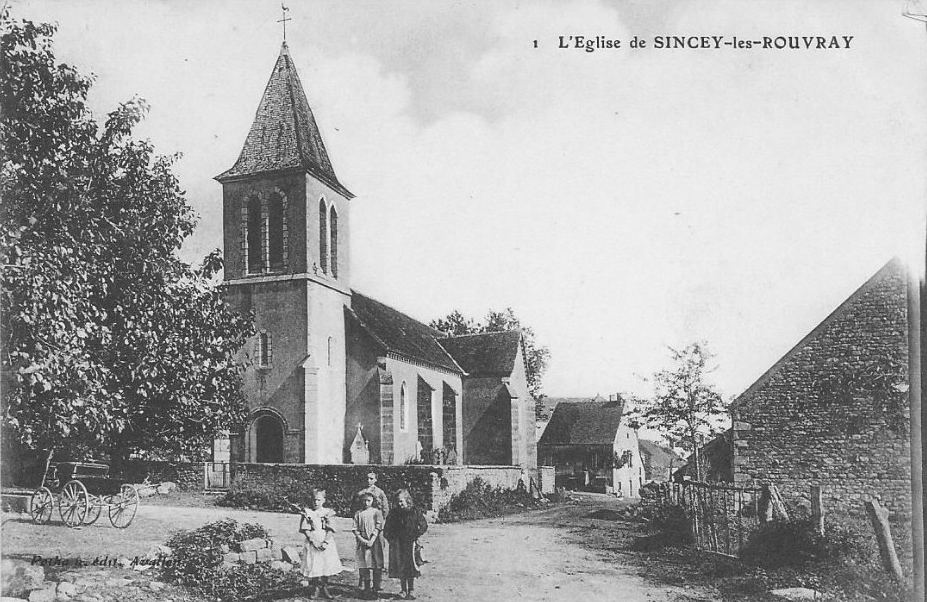
Pfarrkirche Saint-Jean de Réôme
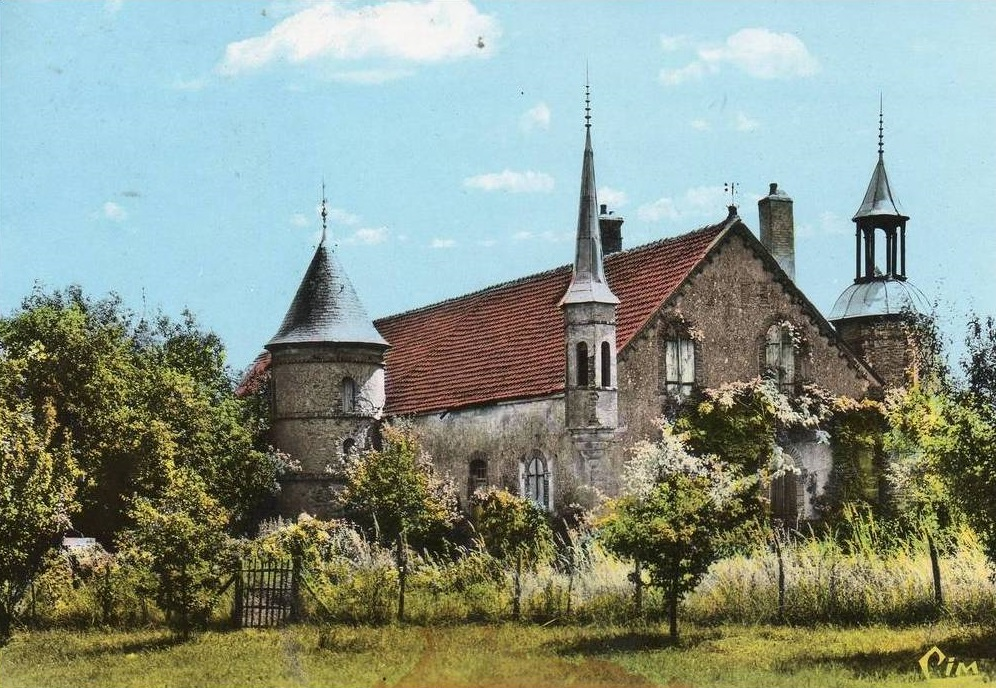
Festes Haus La Mothe d’Hubine
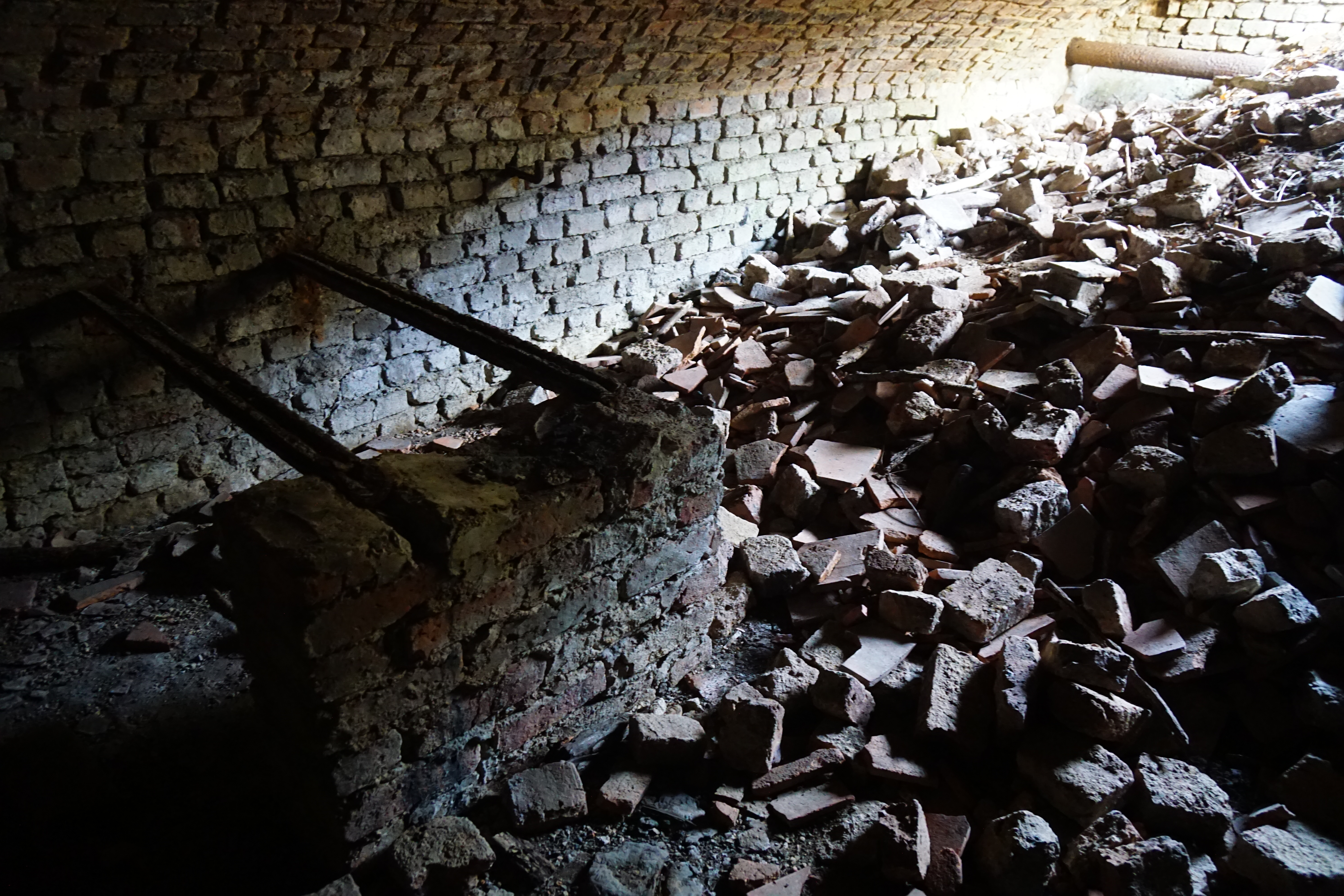
Anthrazitmine Eugène Soyez

## Verkehr
Die Departementsstraße 906, die ehemalige Route nationale 6, verläuft an der südwestlichen Grenze des Gemeindegebiets von Nordwest nach Südost und verbindet es mit Avallon über Rouvray im Nordwesten und mit Saulieu über La Roche-en-Brenil im Süden.